# Cryptocellus chimaera
Espèce
Cryptocellus chimaera est une espèce de ricinules de la famille des Ricinoididae.

## Distribution
Cette espèce est endémique de la province d'Esmeraldas en Équateur. Elle se rencontre vers Bilsa.

## Description
Le mâle holotype mesure 7,85 mm.

## Publication originale
- Botero-Trujillo & Valdez-Mondragon, 2016 : A remarkable new species of the magnus species-group of Cryptocellus (Arachnida, Ricinulei) from Ecuador, with observations on the taxonomy of the New World genera. Zootaxa, no 4107(3), p. 321-337.